# Magnicídio

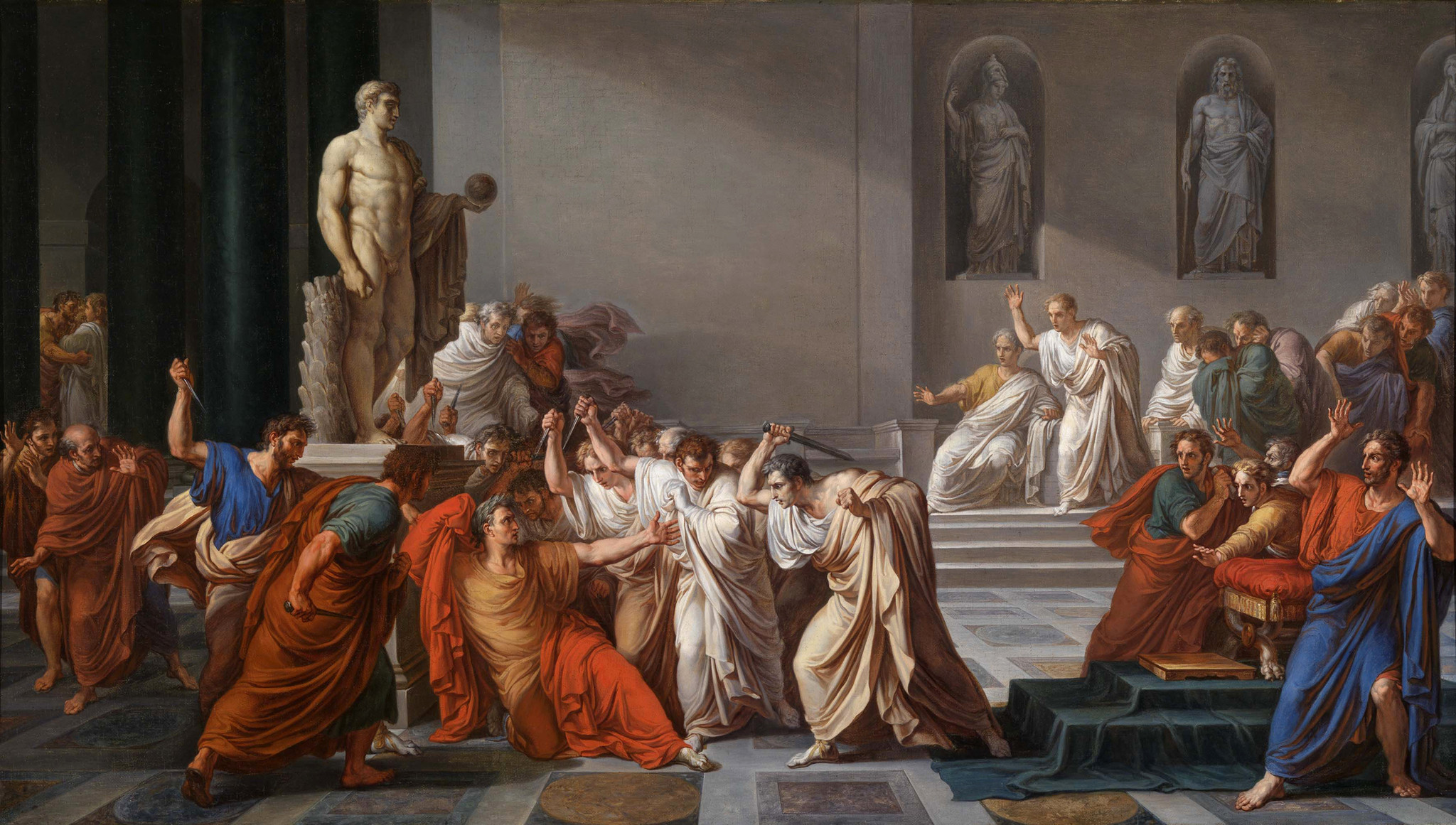
Assassinato de Júlio César, de Vincenzo Camuccini

Magnicídio (do latim magnus = grande + cidium = matar) é o assassinato de uma pessoa proeminente ou importante por motivos políticos, como um chefe de estado, chefe de governo, político, líder mundial, membro de uma família real ou CEO. Um magnicídio pode ser motivado por razões políticas e militares, ou feito para obter ganhos financeiros, para vingar uma ofensa, pelo desejo de adquirir fama ou notoriedade, ou devido ao comando de um grupo militar, de segurança, insurgente ou de polícia secreta para realizar o assassinato. Atos de magnicídio são realizados desde os tempos antigos. 

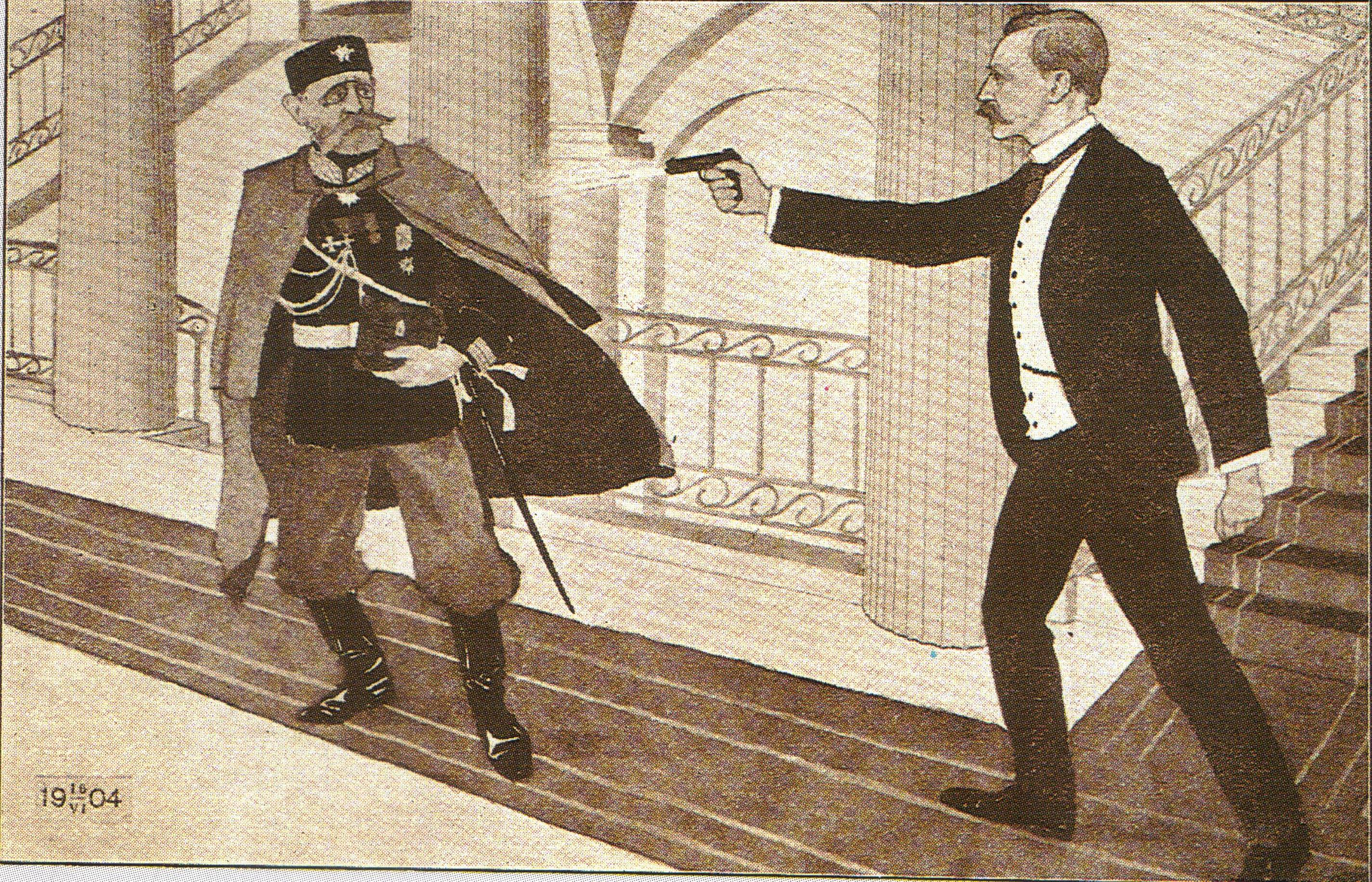
Nikolay Bobrikov, governador-geral russo da Finlândia, assassinado por Eugen Schauman em 16 de junho de 1904, em Helsinque. Desenho feito por um autor desconhecido

## Aparições na História

### Do período antigo ao medieval
O magnicídio é uma das ferramentas mais antigas da política de poder. Acredita-se que o faraó egípcio Teti tenha sido a primeira vítima conhecida de magnicídio. Entre 550 a.C. e 330 a.C., sete reis persas da dinastia Aquemênida foram assassinados. A Arte da Guerra, um tratado militar chinês do século V a.C., menciona táticas de magnicídio e seus méritos.
No Antigo Testamento, o rei Joás, de Judá, foi vítima de magnicídio por seus próprios servos; Joabe assassinou Absalão, filho do rei Davi; e o rei Senaqueribe, da Assíria, foi assassinado por seus próprios filhos.
Cautília (c. 350-283 a.C.) escreveu sobre magnicídio em detalhes em seu tratado político Artaxastra. Seu aluno Chandragupta Máuria, o fundador do Império Máuria, mais tarde fez uso desse tipo de assassinato contra alguns de seus inimigos.
Algumas vítimas famosas de magnicídio são Filipe II da Macedônia (336 a.C.), pai de Alexandre, o Grande, e o ditador romano Júlio César (44 a.C.). Os imperadores de Roma muitas vezes tiveram seu fim dessa forma, assim como muitos dos imãs xiitas centenas de anos depois. Três califas Rashidun sucessivos (Omar, Otomão,e Ali) foram assassinados nos primeiros conflitos civis entre os muçulmanos. A prática também era bem conhecida na China antiga, como no assassinato fracassado do rei de Chim Qin Shihuang por Jing Ke, em 227 a.C. Embora muitos magnicídios fossem realizados por indivíduos ou pequenos grupos, havia também unidades especializadas que usavam um grupo coletivo de pessoas para realizar mais de um assassinato. Os primeiros foram os Sicários em 6 d.C., que antecederam em séculos os Assassinos do Oriente Médio e os shinobis japoneses.
Na Idade Média, o regicídio era raro na Europa Ocidental, mas era um tema recorrente no Império Bizantino. O estrangulamento na banheira era o método mais comumente usado. Com o Renascimento, o tiranicídio - ou assassinato por motivos pessoais ou políticos - voltou a ser mais comum na Europa Ocidental.

### História moderna

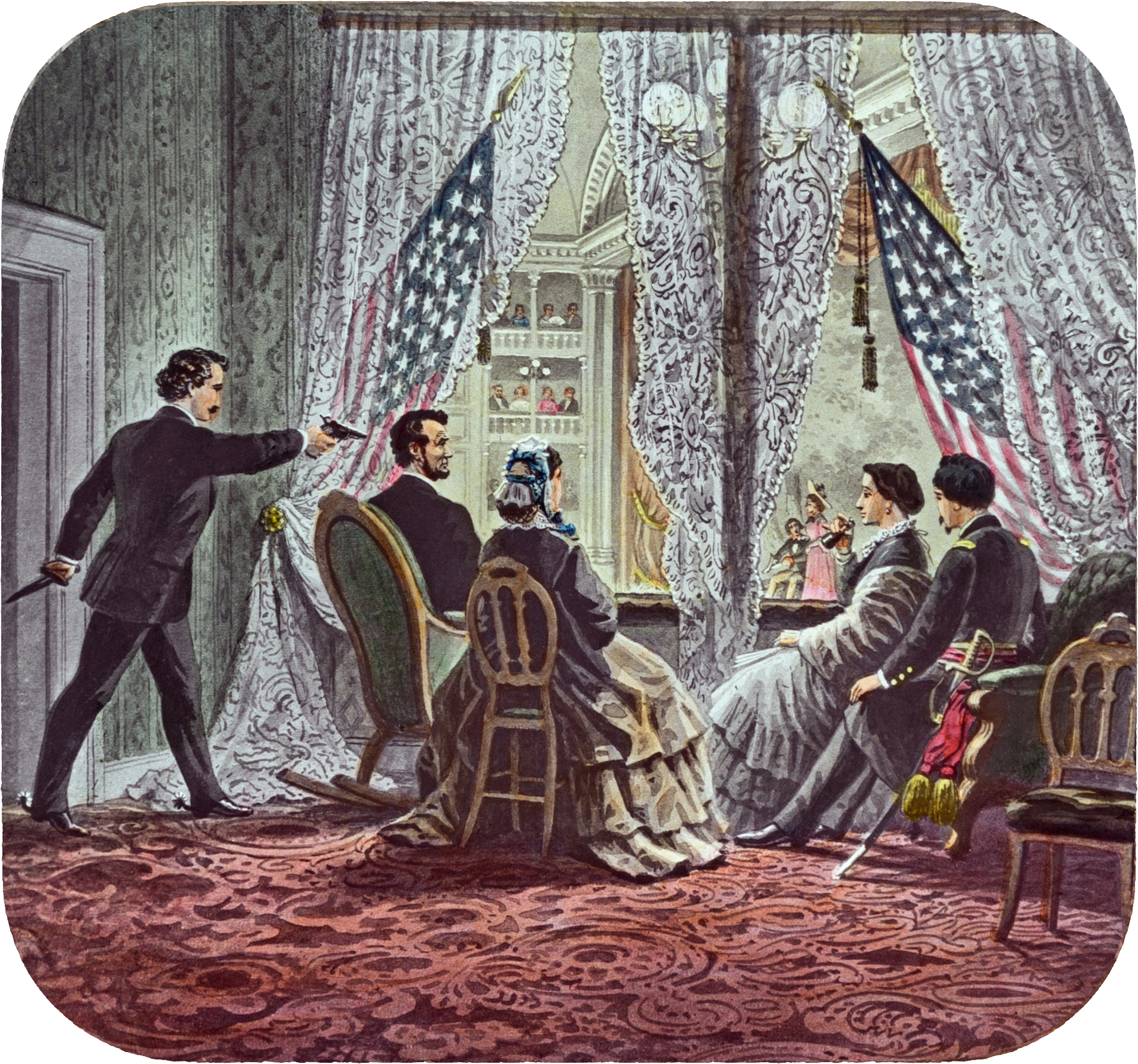
Na cabine presidencial do Teatro Ford, da esquerda para a direita, estão o assassino John Wilkes Booth, Abraham Lincoln, Mary Todd Lincoln, Clara Harris e Henry Rathbone.

Durante os séculos XVI e XVII, os advogados internacionais começaram a condenar os magnicídios. Balthazar Ayala foi descrito como "o primeiro jurista proeminente a condenar o uso de magnicídios na política externa". Alberico Gentili condenou os assassinatos em uma publicação de 1598, na qual apelou para o interesse próprio dos líderes: (i) os magnicídios acarretavam consequências adversas de curto prazo ao despertar a ira do sucessor do líder assassinado e (ii) os assassinatos acarretavam consequências adversas de longo prazo ao causar desordem e caos. As obras de Hugo Grócio sobre lei de guerra proibiam estritamente os magnicídios, argumentando que matar só era permitido no campo de batalha. No mundo moderno, o magnicídio começou a se tornar mais do que uma ferramenta nas lutas pelo poder entre os próprios governantes e também foi usado para simbolismo político, como na propaganda pelo ato.
No Japão, um grupo de assassinos chamado Hitokiri matou várias pessoas, inclusive Ii Naosuke, chefe da administração do xogunato Tokugawa, durante a Guerra Boshin. A maioria dos magnicídios no Japão foi cometida com armas brancas, uma característica que foi mantida na história moderna. Existe um registro em vídeo do assassinato de Inejiro Asanuma, usando uma espada.
Nos Estados Unidos, em um período de 100 anos, quatro presidentes - Abraham Lincoln, James A. Garfield, William McKinley e John F. Kennedy - morreram nas mãos de assassinos. Houve pelo menos 20 atentados conhecidos contra a vida de presidentes dos EUA.
Na Áustria, o magnicídio do Arquiduque Francisco Ferdinando e de sua esposa Sofia, Duquesa de Hohenberg, em Sarajevo, em 28 de junho de 1914, foi realizado por Gavrilo Princip, um nacionalista sérvio acusado de provocar a Primeira Guerra Mundial.
Reinhard Heydrich morreu após um ataque de soldados checoslovacos treinados pelos britânicos em nome do governo da Checoslováquia no exílio na Operação Antropoide, e o conhecimento de transmissões decodificadas permitiu que os Estados Unidos realizassem um ataque direcionado, matando o almirante japonês Isoroku Yamamoto enquanto ele viajava de avião.
Durante as décadas de 1930 e 1940, o NKVD de Josef Stalin realizou vários magnicídios fora da União Soviética, como os assassinatos do líder da Organização dos Nacionalistas Ucranianos, Yevhen Konovalets; Ignace Reiss, o secretário da Quarta Internacional; Rudolf Klement; Leon Trotsky e a liderança do Partido Operário de Unificação Marxista (POUM) na Catalunha. O "Pai da Nação" da Índia, Mahatma Gandhi, foi morto a tiros em 30 de janeiro de 1948, por Nathuram Godse.
O ativista afro-americano dos direitos civis, Martin Luther King Jr., foi vítima de magnicídio em 4 de abril de 1968, no Lorraine Motel (atualmente o Museu Nacional dos Direitos Civis) em Memphis, Tennessee. Três anos antes, outro ativista afro-americano dos direitos civis, Malcolm X, foi assassinado no Audubon Ballroom em 21 de fevereiro de 1965.

### Guerra Fria até os anos 1990

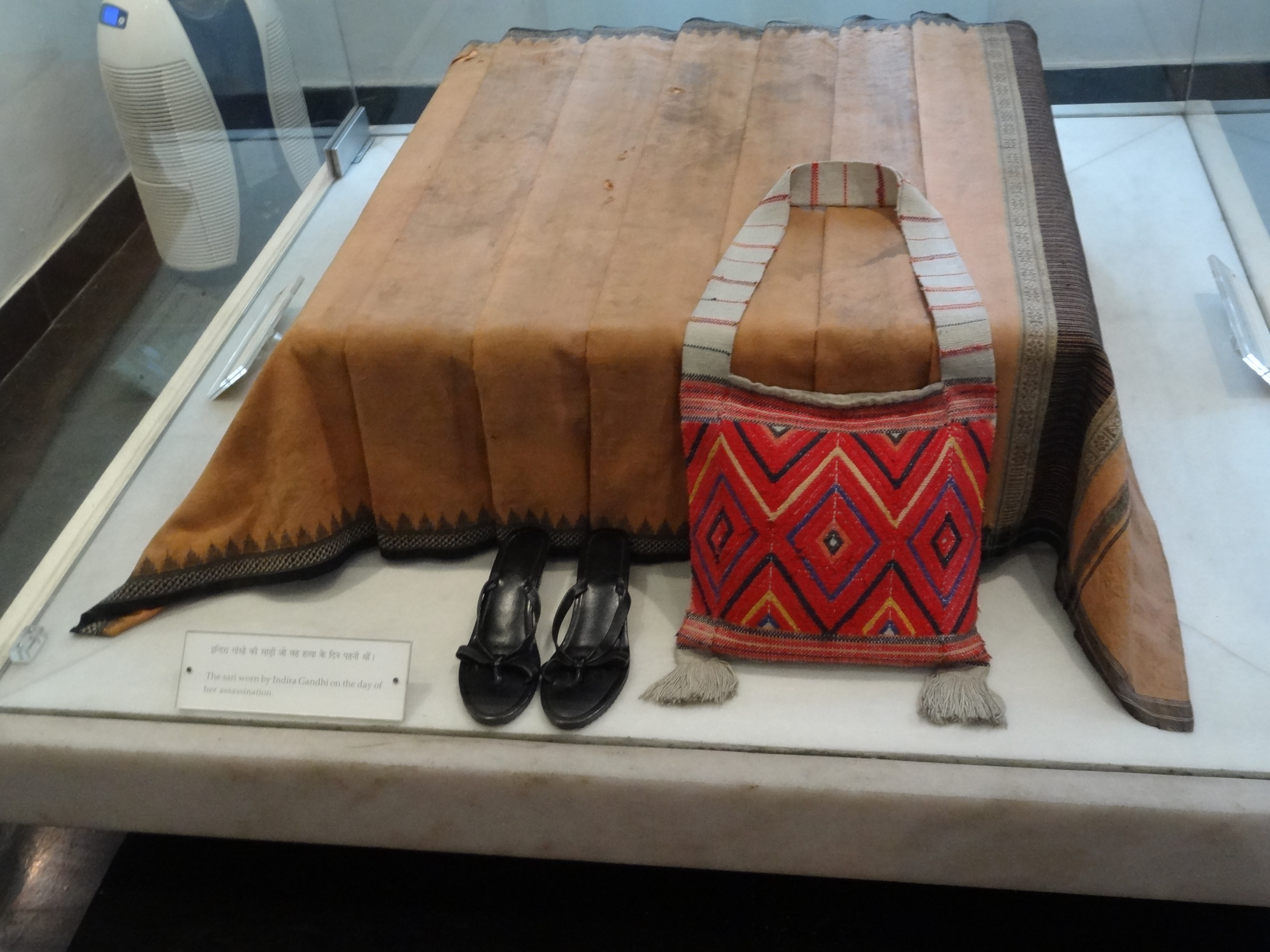
O sári e os pertences de Indira Gandhi manchados de sangue no momento de seu assassinato. Ela foi primeira-ministra da Índia.

A maioria das grandes potências repudiou as táticas de magnicídio da Guerra Fria, mas muitos alegam que isso foi apenas uma cortina de fumaça para obter benefícios políticos, e que o treinamento secreto e ilegal de assassinos continua até hoje, com Rússia, Israel, EUA, Argentina, Paraguai, Chile e outras nações acusadas de se envolverem em tais operações. Após a Revolução Iraniana de 1979, o novo governo islâmico do Irã iniciou uma campanha internacional de magnicídios que durou até a década de 1990. Pelo menos 162 assassinatos em 19 países foram vinculados à liderança sênior da República Islâmica do Irã. A campanha chegou ao fim após os assassinatos no restaurante Mykonos, pois um tribunal alemão implicou publicamente membros sênior do governo e emitiu mandados de prisão para Ali Fallahian, o chefe da inteligência iraniana. As evidências indicam que o envolvimento pessoal e a responsabilidade individual de Fallahian pelos assassinatos foram muito mais abrangentes do que seu atual registro de acusação representa.
Na Índia, os primeiros-ministros Indira Gandhi e seu filho Rajiv Gandhi (nenhum dos quais era parente de Mahatma Gandhi, que havia sido assassinado em 1948) foram vítimas de magnicídio em 1984 e 1991 respectivamente, em uma ação ligada a movimentos separatistas em Panjabe e no norte do Sri Lanka.
Em 1994, o magnicídio de Juvénal Habyarimana e Cyprien Ntaryamira durante a Guerra Civil de Ruanda desencadeou o genocídio de Ruanda.
Em Israel, o primeiro-ministro Yitzhak Rabin foi assassinado em 4 de novembro de 1995 por Yigal Amir, que se opunha aos Acordos de Oslo. No Líbano, o magnicídio do ex-primeiro-ministro Rafik Hariri em 14 de fevereiro de 2005 levou a uma investigação pelas Nações Unidas. A sugestão resultante no relatório Mehlis de que houve envolvimento da Síria motivou a Revolução dos Cedros, na qual as tropas sírias no Líbano foram expulsas.

## Outras motivações

### Doutrina militar e de política externa

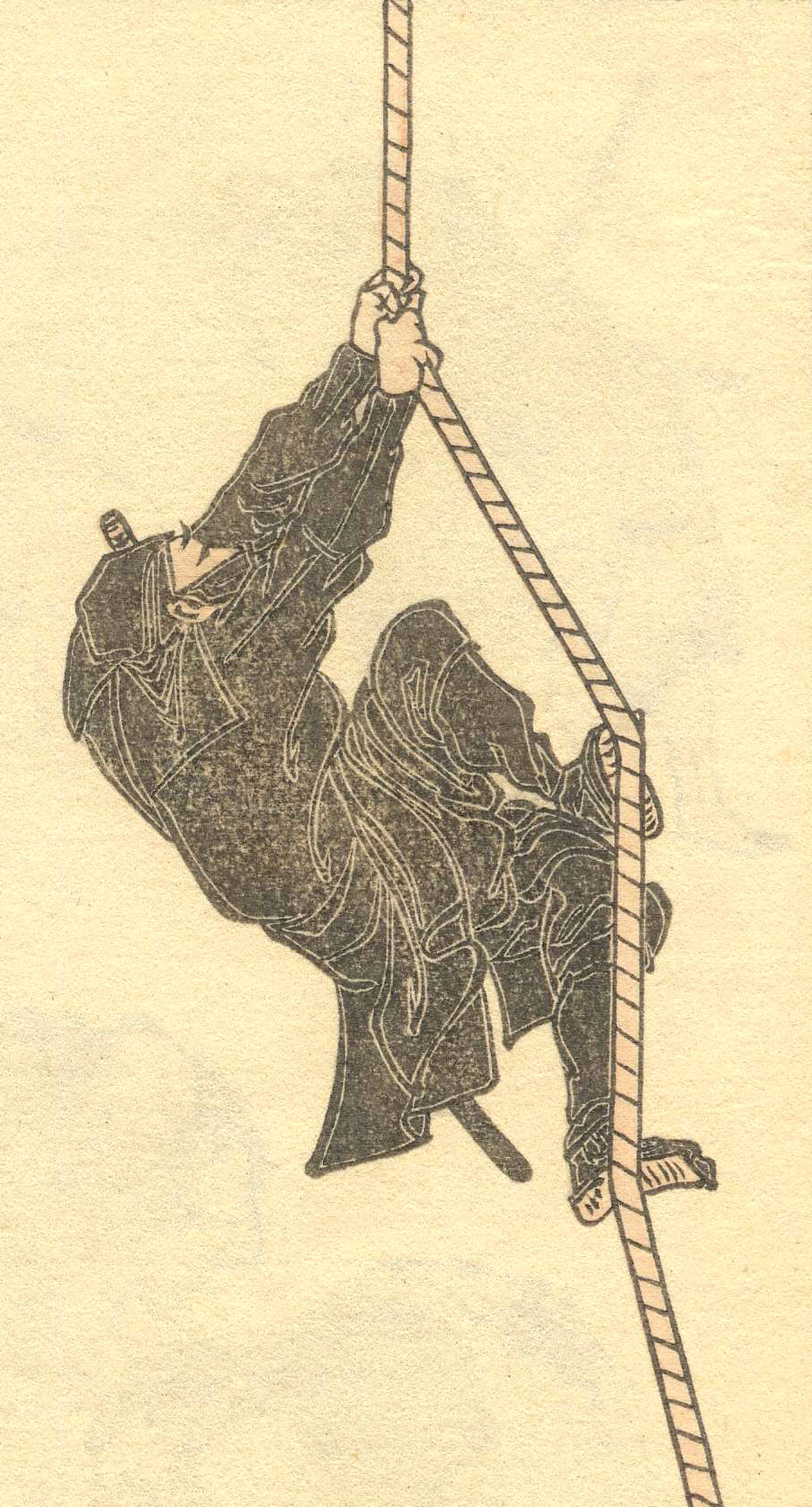
As funções do ninja incluíam espionagem, sabotagem e assassinato.

O assassinato para fins militares é defendido há muito tempo: Sun Tzu, escrevendo por volta de 500 a.C., argumentou a favor do uso de magnicídios em seu livro A Arte da Guerra. Quase 2.000 anos depois, em seu livro O Príncipe, Maquiavel também aconselha os governantes a assassinarem os inimigos sempre que possível para evitar que representem uma ameaça. Um exército e até mesmo uma nação podem se basear em um líder particularmente forte, astuto ou carismático, cuja perda pode paralisar a capacidade de ambos de fazer guerra.
Por motivos semelhantes e adicionais, o magnicídio também foi usado algumas vezes na condução da política externa. Os custos e benefícios de tais ações são difíceis de calcular. Não há como prever se o líder assassinado será substituído por um sucessor mais, ou menos competente, se o assassinato provocará ira no Estado em questão, se o assassinato levará a uma opinião pública interna desfavorável e se o assassinato provocará a condenação de terceiros. Um estudo constatou que os vieses perceptivos mantidos pelos líderes geralmente afetam negativamente a tomada de decisões nessa área, e as decisões de prosseguir com os assassinatos geralmente refletem a vaga esperança de que outro sucessor possa ser melhor.
Nos assassinatos militares e de política externa, há o risco de que o alvo seja substituído por um líder ainda mais competente ou que esse magnicídio (ou uma tentativa fracassada) faça com que as massas condenem os magnicídios e apoiem a causa do líder com mais força. Diante de líderes grandioso, essa possibilidade foi arriscada em vários casos, como nas tentativas de matar o ateniense Alcibíades durante a Guerra do Peloponeso. Vários outros exemplos da Segunda Guerra Mundial mostram como o magnicídio foi usado como uma estratégia:
- O assassinato de Reinhard Heydrich em Praga, em 27 de maio de 1942, pelo governo britânico e checoslovaco. Esse caso ilustra a dificuldade de comparar os benefícios de um objetivo de política externa (fortalecer a legitimidade e a influência do governo da Checoslováquia no exílio em Londres) com os possíveis custos resultantes de um magnicídio (o Massacre de Lidice).[35]

- A interceptação norte-americana do avião do almirante Isoroku Yamamoto durante a Segunda Guerra Mundial depois que sua rota de viagem foi descriptografada.[36]

- A Operação Gaff foi um ataque de comando britânico planejado para capturar ou matar o marechal de campo alemão Erwin Rommel, também conhecido como "A Raposa do Deserto".[37]

O uso do magnicídio continuou em conflitos mais recentes:
- Durante a Guerra do Vietnã, os Estados Unidos se envolveram no Programa Phoenix para assassinar líderes e simpatizantes vietcongues. Esse programa matou entre 6.000 e 41.000 pessoas, com "metas" oficiais de 1.800 por mês.[38][39][40]
- Com o ataque aéreo de 3 de janeiro de 2020 no Aeroporto Internacional de Bagdá, os Estados Unidos assassinaram o comandante da Força Quds do Irã, General Qasem Soleimani, e o comandante das Forças de Mobilização Popular do Iraque, Abu Mahdi al-Muhandis, juntamente com outros oito militares de alto escalão. O assassinato dos líderes militares foi parte da escalada de tensões entre os EUA e o Irã e da intervenção liderada pelos norte-americanos no Iraque.[41][42]

### Ferramenta dos insurgentes
Os grupos insurgentes sempre empregaram o magnicídio como uma ferramenta para promover suas causas. Os assassinatos têm várias funções para esses grupos: a remoção de inimigos específicos e como ferramentas de propaganda para concentrar a atenção da mídia e da política em sua causa.
Entre 1919 e 1921, os guerrilheiros do Exército Republicano Irlandês (IRA) mataram muitos oficiais de inteligência da Royal Irish Constabulary durante a Guerra da Independência da Irlanda. Michael Collins criou uma unidade especial, o Squad, para esse fim, que teve o efeito de intimidar muitos policiais para que se demitissem da força. As atividades do Squad atingiram o auge com o magnicídio de 14 agentes britânicos em Dublin, no Domingo Sangrento de 1920.
A tática foi usada novamente pelo IRA Provisório durante os conflitos na Irlanda do Norte (1969-1998). A morte de oficiais da Royal Ulster Constabulary e o assassinato de políticos unionistas foi um dos vários métodos usados na campanha do IRA Provisório de 1969 a 1997. O grupo também tentou assassinar a primeira-ministra britânica Margaret Thatcher ao bombardear a Conferência do Partido Conservador em um hotel de Brighton.
Os separatistas bascos do Euskadi Ta Askatasuna (ETA) na Espanha cometeram magnicídio de muitas figuras políticas e de segurança desde o final da década de 1960, o caso mais importante sendo o do presidente da Espanha, Luis Carrero Blanco, em 1973. No início da década de 1990, a organização também começou a atacar acadêmicos, jornalistas e políticos locais que discordavam publicamente da organização.
As Brigadas Vermelhas na Itália realizaram magnicídios, e, em menor escala, o mesmo ocorreu com a Fração do Exército Vermelho na Alemanha nas décadas de 1970 e 1980.
Na Guerra do Vietnã, os insurgentes comunistas assassinavam rotineiramente funcionários do governo e civis considerados ofensores ou rivais do movimento revolucionário. Esses ataques, juntamente com a atividade militar generalizada de grupos insurgentes, quase levaram o regime de Ngo Dinh Diem ao colapso antes da intervenção dos Estados Unidos.

## Psicologia
Um estudo sobre tentativas de assassinato nos Estados Unidos na segunda metade do século XX chegou à conclusão de que a maioria dos possíveis assassinos gasta muito tempo planejando e se preparando para suas tentativas. Portanto, os magnicídios raramente seriam ações "impulsivas".
No entanto, descobriu-se que cerca de 25% dos atacantes eram delirantes, um número que subiu para 60% com os "aproximadores quase letais" ("near-lethal approachers") - pessoas presas antes de atingir seus alvos. Isso mostra que, embora a instabilidade mental desempenhe um papel importante em muitos magnicídios modernos, os agressores mais delirantes possuem uma menor probabilidade de serem bem-sucedidos em suas tentativas. O relatório também constatou que cerca de dois terços dos agressores haviam sido presos anteriormente, não necessariamente por delitos relacionados; 44% tinham um histórico de depressão grave e 39% tinham um histórico de abuso de substâncias.

## Técnicas

### Métodos modernos
Com o advento de armas de fogo e armas de longo alcance eficazes, os alvos de magnicídio se tornaram ainda mais suscetíveis. Os guarda-costas não eram mais suficientes para deter assassinos determinados, que não precisavam mais se envolver diretamente ou até mesmo subverter a guarda para matar o líder em questão. Além disso, o envolvimento de alvos a distâncias maiores aumentou drasticamente as chances de sobrevivência dos assassinos, pois eles podiam fugir rapidamente do local. Os primeiros chefes de governo a sofrerem magnicídio com uma arma de fogo foram James Stewart, 1º Conde de Moray, regente da Escócia, em 1570, e Guilherme I, Príncipe de Orange da Holanda, em 1584. A pólvora e outros explosivos também permitiram o uso de bombas ou concentrações ainda maiores de explosivos para ações que exigiam um toque maior.
Os explosivos, especialmente o carro-bomba, tornaram-se muito mais comuns na história moderna, com granadas e minas terrestres acionadas remotamente também usadas, especialmente no Oriente Médio e nos Bálcãs. O atentado inicial contra a vida do arquiduque Francisco Ferdinando se deu por meio de uma granada. Com o advento das armas pesadas, a granada propelida por foguete (RPG) se tornou uma ferramenta útil devido à popularidade dos carros blindados, e as forças israelenses foram pioneiras no uso de mísseis montados em aeronaves, bem como no uso inovador de dispositivos explosivos.

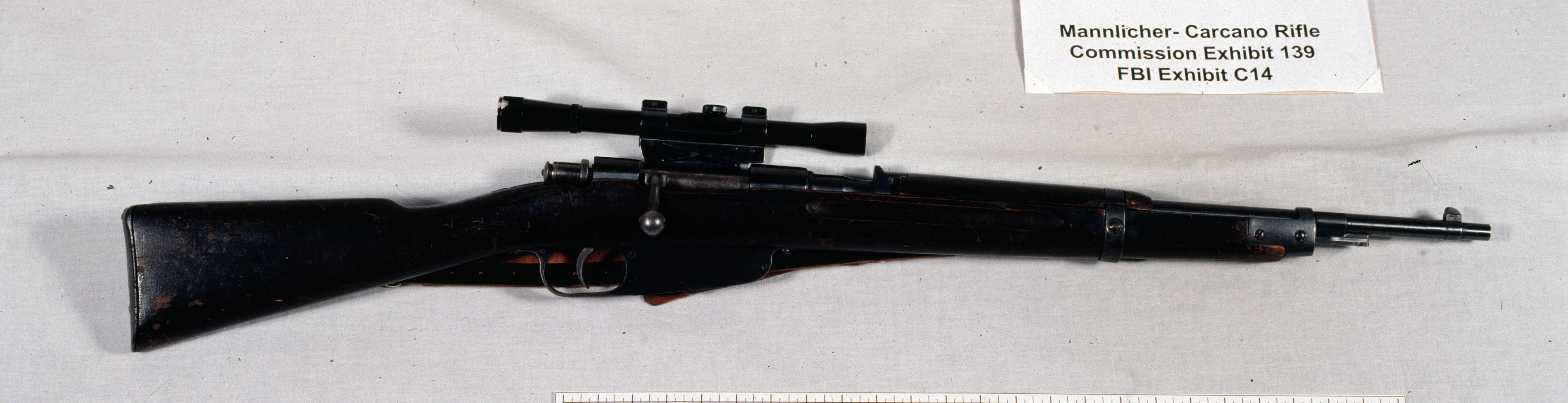
Fuzil de Lee Harvey Oswald, o assassino do presidente John F. Kennedy

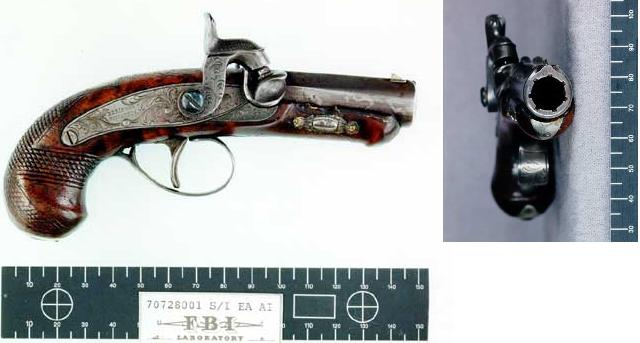
Derringer de John Wilkes Booth, o assassino do presidente Abraham Lincoln

Um franco-atirador (sniper) com um fuzil de precisão é frequentemente retratado em assassinatos fictícios. No entanto, certas dificuldades pragmáticas acompanham o tiro de longo alcance, incluindo encontrar uma posição de tiro escondida com uma linha de visão clara, conhecimento prévio detalhado dos planos de viagem da vítima pretendida, a capacidade de identificar o alvo a longa distância e a capacidade de acertar um primeiro tiro letal a longa distância, que geralmente é medida em centenas de metros. Um fuzil de precisão também é caro, custando milhares de dólares devido ao alto nível de precisão da usinagem e do acabamento manual necessários para obter extrema precisão.
Apesar de suas desvantagens comparativas, as armas de fogo são mais facilmente ocultáveis e, portanto, são muito mais comumente usadas do que os rifles. Dos 74 principais incidentes avaliados em um grande estudo sobre tentativas de assassinato nos EUA na segunda metade do século XX, 51% foram realizados com uma arma de fogo, 30% com um fuzil ou espingarda, 15% usaram facas e 8% explosivos (o uso de várias armas/métodos foi relatado em 16% de todos os casos).
No caso de magnicídio patrocinado pelo Estado, o envenenamento pode ser mais facilmente negado. Georgi Markov, um dissidente da Bulgária, foi assassinado por envenenamento com ricina. Uma pequena pelota contendo o veneno foi injetada em sua perna por meio de um guarda-chuva especialmente projetado. As alegações generalizadas envolvendo o governo búlgaro e a KGB não levaram a nenhum resultado legal. No entanto, após a queda da União Soviética, soube-se que a KGB havia desenvolvido um guarda-chuva capaz de injetar pelotas de ricina na vítima, e dois ex-agentes da KGB que desertaram declararam que a agência ajudou no assassinato. A Central Intelligence Agency (CIA) fez várias tentativas de assassinar Fidel Castro; muitos dos esquemas envolviam o envenenamento de seus charutos. No final da década de 1950, o assassino da KGB, Bohdan Stashynsky, matou os líderes nacionalistas ucranianos Lev Rebet e Stepan Bandera com uma pistola de pulverização que disparou um jato de gás venenoso de uma ampola de cianeto esmagada, fazendo com que suas mortes parecessem ataques cardíacos. Um outro caso de envenenamento ocorreu em 2006 no Reino Unido, no qual houve o assassinato de Alexander Litvinenko, que recebeu uma dose letal de polônio-210 radioativo, possivelmente passada a ele em forma de aerossol pulverizado diretamente em sua comida.

## Assassinato seletivo
O assassinato seletivo é o assassinato intencional por um governo ou seus agentes de um civil ou "combatente ilegal" que não esteja sob a custódia do governo. O alvo é uma pessoa que se afirma estar participando de um conflito armado ou terrorismo, portando armas de fogo ou outros instrumentos letais e que, portanto, perdeu a imunidade de ser alvo que teria de acordo com a Terceira Convenção de Genebra. É um termo e um conceito diferente de "violência direcionada", conforme usado por especialistas que estudam a violência.

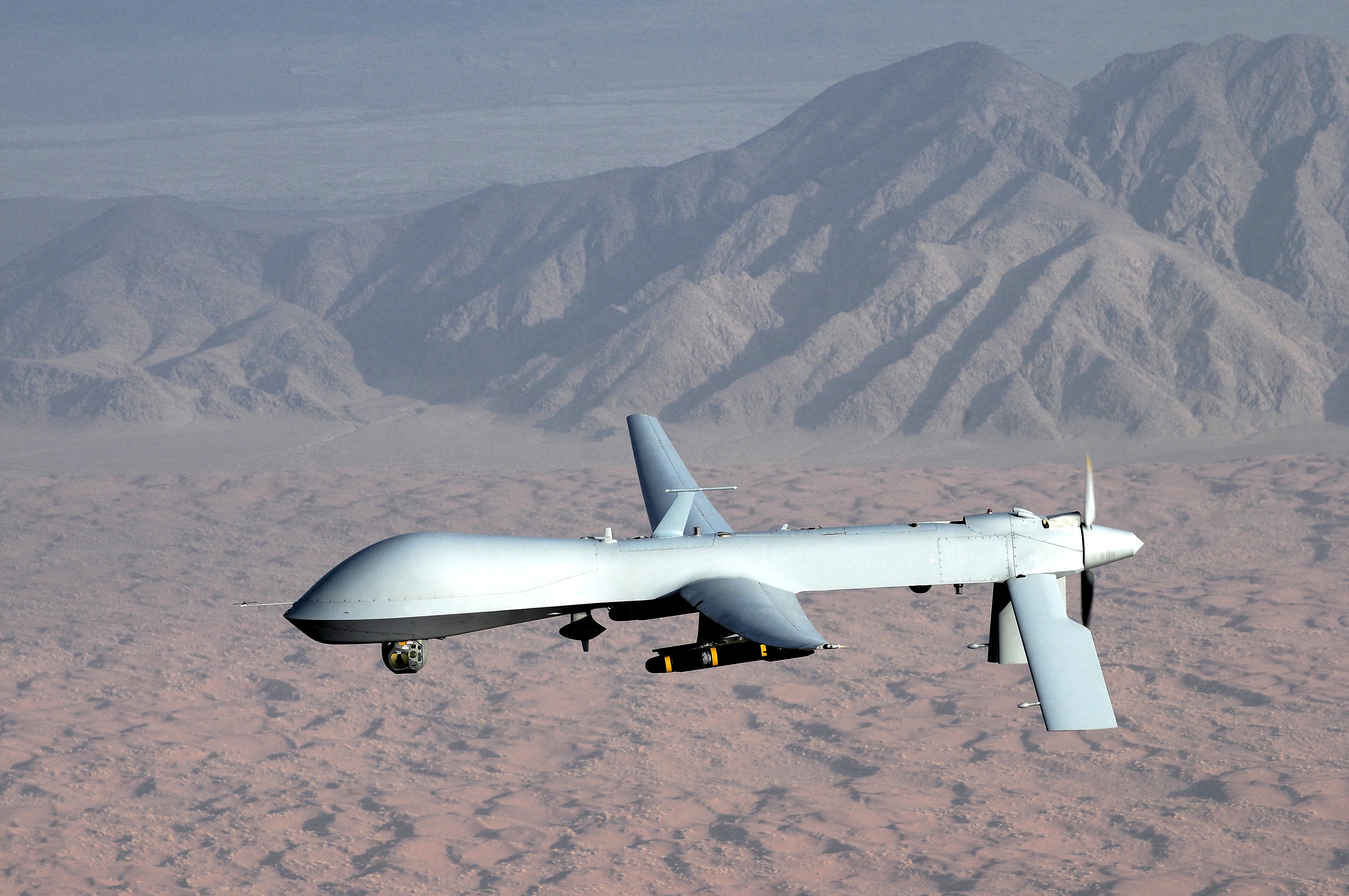
Drone de combate Predator; às vezes usado em assassinatos seletivos

Por outro lado, Gary D. Solis, professor do Centro de Direito da Universidade de Georgetown, em seu livro de 2010 The Law of Armed Conflict: International Humanitarian Law in War, escreveu: "Assassinatos e assassinatos seletivos são atos muito diferentes." O uso do termo "assassinato" é oposto, pois denota assassinato (morte ilegal), mas os terroristas são alvos em legítima defesa, o que é visto como um assassinato, mas não como um crime (homicídio justificável).
O autor e ex-capitão do Exército dos EUA Matthew J. Morgan argumentou que "há uma grande diferença entre assassinato e assassinato seletivo... assassinato seletivo [não é] sinônimo de assassinato. Assassinato... constitui um assassinato ilegal." Da mesma forma, Amos Guiora, professor de direito da Universidade de Utah, escreveu: "Assassinato seletivo é... não um assassinato." Steve David, professor de relações internacionais da Universidade Johns Hopkins, escreveu: "Há fortes razões para acreditar que a política israelense de assassinato seletivo não é o mesmo que assassinato." William Banks, da Syracuse Law, e Peter Raven-Hansen, da GW Law, escreveram: "O assassinato de terroristas com alvos específicos não é... ilegal e não constituiria um assassinato." Rory Miller escreveu: "O assassinato com alvos específicos... não é 'assassinato'". Eric Patterson e Teresa Casale escreveram: "Talvez o mais importante seja a distinção legal entre assassinato com alvos específicos e assassinato."
Por outro lado, a American Civil Liberties Union (União Americana pelas Liberdades Civis) também declara em seu site: "Um programa de assassinatos seletivos longe de qualquer campo de batalha, sem acusação ou julgamento, viola a garantia constitucional do devido processo legal. Ele também viola o direito internacional, segundo o qual a força letal pode ser usada fora das zonas de conflito armado somente como último recurso para evitar ameaças iminentes, quando meios não letais não estiverem disponíveis. A execução de pessoas suspeitas de terrorismo, longe de qualquer zona de guerra, transforma o mundo inteiro em um campo de batalha."

Yael Stein, diretora de pesquisa do B'Tselem, o Centro Israelense de Informações sobre Direitos Humanos nos Territórios Ocupados, também declarou em seu artigo "By Any Name Illegal and Immoral: Response to 'Israel's Policy of Targeted Killing'":
O argumento de que essa política proporciona ao público um senso de vingança e retribuição pode servir para justificar atos ilegais e imorais. É claro que os infratores da lei devem ser punidos. No entanto, não importa quão horríveis sejam seus atos, como é o caso do ataque a civis israelenses, eles devem ser punidos de acordo com a lei. Os argumentos de David poderiam, em princípio, justificar a abolição total dos sistemas legais formais.
O assassinato seletivo tornou-se uma tática frequente dos Estados Unidos e de Israel em sua luta contra o terrorismo. A tática pode levantar questões complexas e levar a disputas contenciosas quanto à base legal para sua aplicação, quem se qualifica como um alvo apropriado da "lista de alvos" e quais circunstâncias devem existir para que a tática possa ser usada. As opiniões variam desde pessoas que a consideram uma forma legal de autodefesa que diminui o terrorismo até pessoas que a consideram um assassinato extrajudicial que carece do devido processo legal e leva a mais violência. Os métodos usados incluem o disparo de mísseis Hellfire de drones Predator ou Reaper (veículos aéreos não tripulados e controlados remotamente), a detonação de uma bomba de telefone celular e disparos de franco-atiradores de longo alcance. Países como os Estados Unidos (no Paquistão e no Iêmen) e Israel (na Cisjordânia e em Gaza) usaram o assassinato seletivo para eliminar membros de grupos como a Al-Qaeda e o Hamas. No início de 2010, com a aprovação do presidente Obama, Anwar al-Awlaki tornou-se o primeiro cidadão norte-americano a ser aprovado publicamente para o assassinato seletivo pela Agência Central de Inteligência. Awlaki foi morto em um ataque de drone em setembro de 2011.
O investigador das Nações Unidas Ben Emmerson disse que os ataques de drones dos Estados Unidos podem ter violado o direito internacional humanitário. O Intercept relatou: "Entre janeiro de 2012 e fevereiro de 2013, os ataques aéreos de operações especiais dos EUA [no nordeste do Afeganistão] mataram mais de 200 pessoas. Dessas, apenas 35 eram os alvos pretendidos."

## Medidas preventivas

### Primeiras táticas

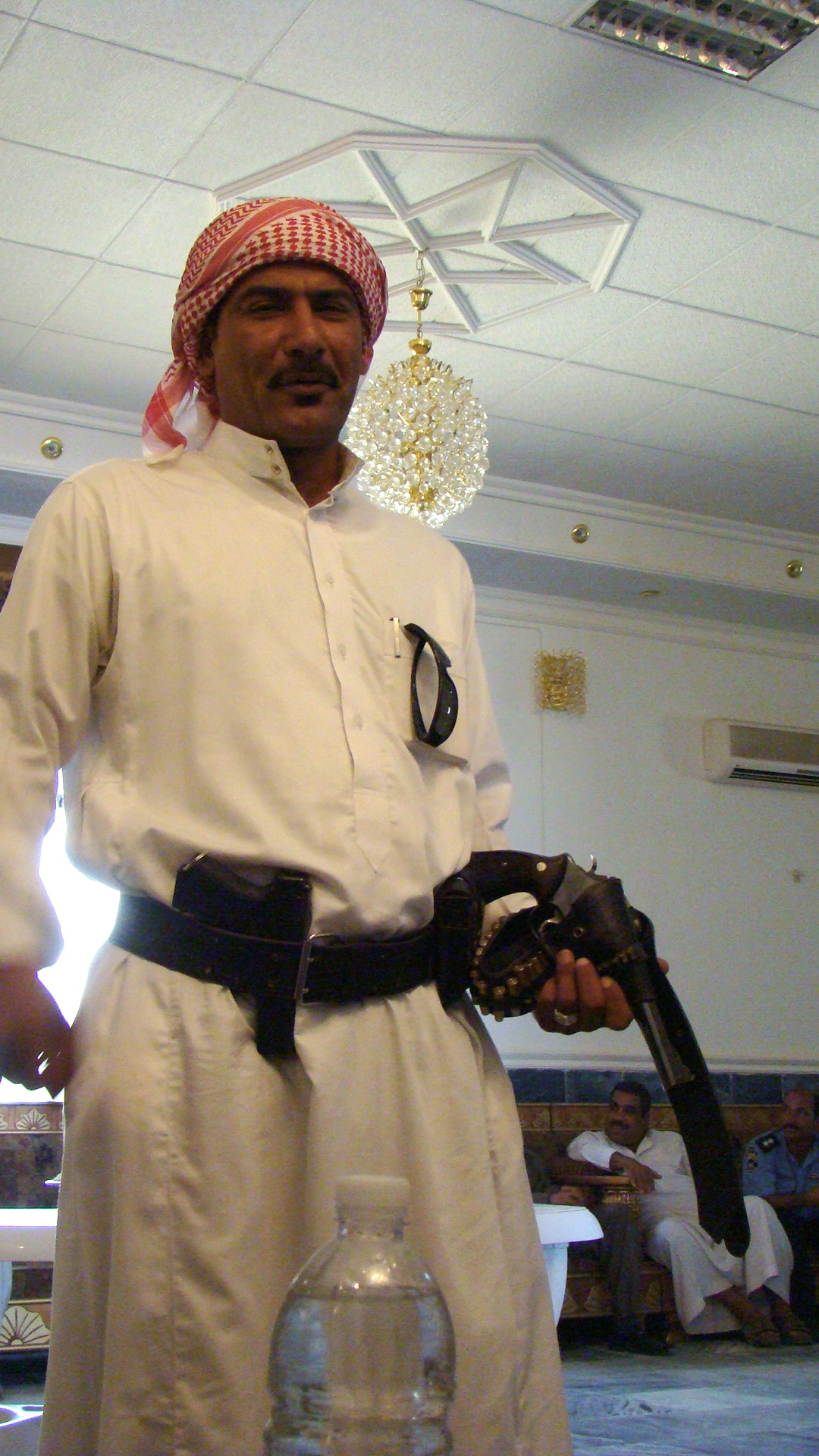
Esse guarda-costas foi morto por um IED durante o assassinato do Xeque Abdul Sattar Abu Risha em 2007.

Uma das primeiras formas de defesa contra magnicídio foi o emprego de guarda-costas, que agiam como escudo para o alvo em potencial; ficavam atentos a possíveis agressores, às vezes com antecedência, como em uma rota de desfile; e se colocavam em perigo, tanto pela simples presença, mostrando que a força física está disponível para proteger o alvo, quanto pela proteção do alvo caso ocorresse algum ataque. Para neutralizar um agressor, os guarda-costas geralmente estão armados tanto quanto a Lei permitir.
Exemplos notáveis de guarda-costas incluem a guarda pretoriana romana ou os janízaros otomanos, mas, em ambos os casos, os protetores às vezes se tornavam assassinos, explorando seu poder para tornar o chefe de Estado um refém virtual ou matando os próprios líderes que deveriam proteger. A lealdade de cada guarda-costas também é uma questão importante, especialmente para líderes que supervisionam Estados com fortes divisões étnicas ou religiosas. A incapacidade de perceber essas lealdades divididas permitiu o assassinato da primeira-ministra indiana Indira Gandhi, que foi morta por dois guarda-costas síques em 1984.
A função de guarda-costas era geralmente executada pelos guerreiros mais leais do líder e era extremamente eficaz durante a maior parte do início da história humana, o que levou os assassinos a tentarem meios furtivos, como o veneno, cujo risco era reduzido pelo fato de outra pessoa provar a comida do líder primeiro.

### Estratégias modernas

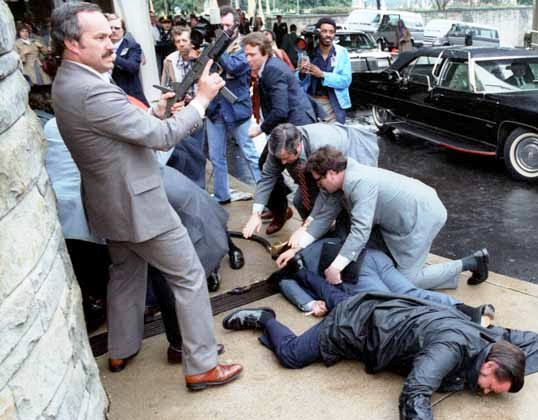
Tentativa de magnicídio do ex-presidente estadunidense Ronald Reagan

Com o advento da pólvora, tornou-se possível o assassinato à distância por meio de bombas ou armas de fogo. Uma das primeiras reações foi simplesmente aumentar a guarda, criando o que, às vezes, poderia parecer um pequeno exército seguindo cada líder. Outra foi começar a esvaziar grandes áreas sempre que um líder estava presente, a ponto de seções inteiras de uma cidade serem fechadas.
Com o início do século XX, a prevalência e a capacidade dos assassinos cresceram rapidamente, assim como as medidas de proteção contra eles. Pela primeira vez, carros blindados ou limusines foram colocados em serviço para um transporte mais seguro, com versões modernas praticamente invulneráveis a disparos de armas pequenas, bombas menores e minas. Coletes à prova de balas também começaram a ser usados, mas como eram de utilidade limitada, restringindo os movimentos e deixando a cabeça desprotegida, eles tendiam a ser usados somente durante eventos públicos de alto nível.
O acesso a pessoas famosas também se tornou cada vez mais restrito; os visitantes em potencial seriam forçados a passar por várias verificações diferentes antes de terem acesso ao funcionário em questão e, à medida que a comunicação melhorou e a tecnologia da informação se tornou mais predominante, tornou-se praticamente impossível para um possível assassino chegar perto o suficiente do alvo no trabalho ou na vida privada para atentar contra sua vida, especialmente com o uso comum de detectores de metais e bombas.
A maioria dos magnicídios modernos foi cometida durante uma apresentação pública ou durante o transporte, tanto por causa da segurança mais fraca quanto por falhas de segurança, como no caso do ex-presidente dos Estados Unidos John F. Kennedy e da ex-primeira-ministra paquistanesa Benazir Bhutto, ou como parte de um golpe de Estado em que a segurança é sobrecarregada ou completamente removida, como no caso do ex-primeiro-ministro congolês Patrice Lumumba.

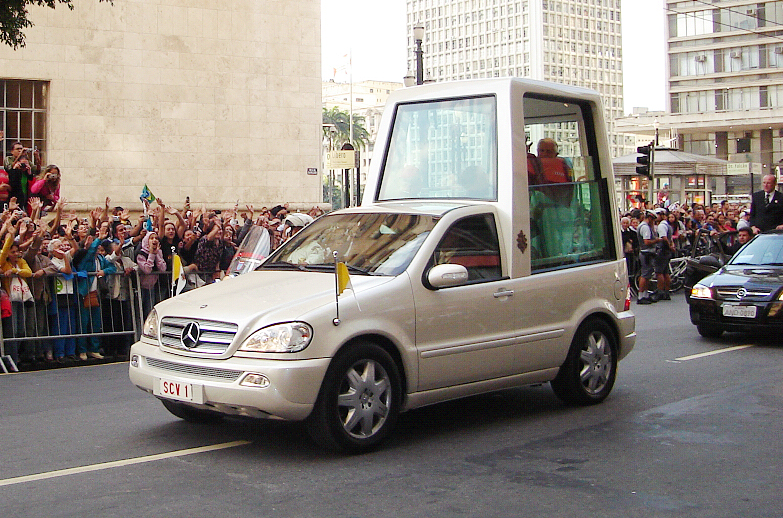
Papa Bento XVI em um papamóvel Mercedes-Benz Classe M modificado, em São Paulo

Os métodos usados para a proteção de pessoas famosas às vezes provocam reações negativas por parte do público, com alguns se ressentindo da separação de suas autoridades ou figuras importantes. Um exemplo é o carro protegido por uma bolha de vidro transparente à prova de balas, Papamóvel, do Papa João Paulo II, semelhante ao MRAP, construído após um atentado contra sua vida. Os políticos geralmente também se ressentem da necessidade de separação e, às vezes, mandam seus guarda-costas para longe deles por motivos pessoais ou de publicidade. O ex-presidente dos Estados Unidos, William McKinley, fez isso na recepção pública em que foi assassinado.
Outros alvos em potencial se isolam e raramente são ouvidos ou vistos em público, como o escritor Salman Rushdie. Uma forma de proteção relacionada é o uso de dublês de corpo, pessoas com constituição física semelhante àquelas que pretendem defender. Essas pessoas são então maquiadas e, em alguns casos, submetidas a cirurgias plásticas para se parecerem com o alvo, e o dublê de corpo toma o lugar da pessoa em situações de alto risco. De acordo com Joe R. Reeder, subsecretário do Exército de dos Estados Unidos de 1993 a 1997, Fidel Castro usou dublês de corpo.
Os agentes de proteção do Serviço Secreto dos EUA recebem treinamento sobre a psicologia dos assassinos.